# Melypso
Melypso es el resultado de la evolución del brega pop a través de la mezcla de elementos de géneros regionales de Pará como: la lambada, el carimbó, guitarrada, siriá y marujada. con música internacional de países caribeños, como calipso, ska, reggae. Desarrollado en la década de 1990, en espectáculos y bailes en discotecas de la periferia y, a través de la difusión por parte de vendedores ambulantes de la producción de pequeños músicos locales/independientes. El nombre deriva de la combinación de los nombres "melody" y "calypso".
A pesar del nombre, el calypso no está vinculado con el calipso caribeño, pues tiene una influencia de la lambada, carimbó, guitarrada, el merengue caribeño, entre otros (aquellos más comerciales). Pero como dijo el propio Chimbinha: ...até uma pitada do calipso caribenho... (en español, el estilo tiene algunos elementos del calipso caribeño). El nombre del grupo musical y del estilo fue bautizado Joelma, aunque debido a que tocaban mucho calipso en las grabaciones, se popularizó con el nombre calypso con y.